# NGC 86
NGC 86 é uma galáxia espiral (S?) localizada na direcção da constelação de Andromeda. Possui uma declinação de +22° 33' 23" e uma ascensão recta de 0 horas, 21 minutos e 28,6 segundos.
A galáxia NGC 86 foi descoberta em 14 de Novembro de 1884 por Guillaume Bigourdan.